# The Continuity of Spirit
The Continuity of Spirit è un album in studio del pianista jazz statunitense Horace Silver, pubblicato nel 1985.

## Tracce
1. Message from the Maestro Part 1
2. Message from the Maestro Part 2
3. Message from the Maestro Part 3
4. In Tribute Part 1
5. In Tribute Part 2
6. In Tribute Part 3

## Formazione
- Horace Silver - piano
- Carl Saunders - flicorno
- Buddy Collette, Ray Pizzi, Ernie Watts, Don Menza - flauto
- Bob Maize - basso
- Carl Burnette - batteria
- Andy Bey, Maxine Waters, Julia Waters - voce
- Chuck Niles - narrazione
- Los Angeles Modern String Orchestra & William Henderson